# Mark Carroll
Mark Carroll  (né le 15 janvier 1972 à Cork) est un athlète irlandais, spécialiste des courses de fond.

## Biographie
Il se classe troisième du 5 000 mètres lors des Championnats d'Europe de 1998, à Budapest, derrière les Espagnols Isaac Viciosa et Manuel Pancorbo. En 2000, Mark Carroll remporte le titre du 3 000 mètres des Championnats d'Europe en salle de Gand, en Belgique, en devançant dans le temps de 7 min 49 s 24 le Portugais Rui Silva et le Britannique John Mayock.

### Palmarès
| Date | Compétition                    | Lieu     | Résultat | Épreuve  | Temps           |
| ---- | ------------------------------ | -------- | -------- | -------- | --------------- |
| 1995 | Championnats du monde          | Göteborg | 12e      | 5 000 m  |                 |
| 1998 | Championnats d'Europe          | Budapest | 3e       | 5 000 m  |                 |
| 1999 | Championnats du monde          | Séville  | 14e      | 5 000 m  |                 |
| 2000 | Championnats d'Europe en salle | Gand     | 1er      | 3 000 m  | 7 min 49 s 24   |
| 2001 | Championnats du monde en salle | Lisbonne | 7e       | 3 000 m  |                 |
| 2002 | Championnats d'Europe          | Munich   | 6e       | 5 000 m  |                 |
| 2002 | Marathon de New York           | New York | 6e       | Marathon | 2 h 10 min 54 s |
| 2005 | Championnats d'Europe en salle | Madrid   | 9e       | 3 000 m  |                 |

### Records
| Épreuve  | Performance     | Lieu      | Date               |
| -------- | --------------- | --------- | ------------------ |
| 5 000 m  | 13 min 03 s 93  | Berlin    | 1er septembre 1998 |
| 10 000 m | 27 min 46 s 82  | Palo Alto | 5 mai 2000         |
| Marathon | 2 h 10 min 54 s | New York  | 3 novembre 2002    |